# Aeroportul Municipal Council Bluffs
Aeroportul Municipal Council Bluffs (IATA: CBF, ICAO: KCBF, FAA LID: CBF) este un aeroport din Iowa, Statele Unite ale Americii ce deservește zona Council Bluffs⁠(d). Aeroportul a fost tranzitat în 2019 de 6 pasageri. A fost numit după zona deservită.
Situat la o altitudine de 379 m, aeroportul dispune de 2 piste.

## Infrastructură

### Piste
Aeroportul dispune de 2 piste. Pista 14/32 are suprafața de beton și dimensiunile 3.650 picioare × 60 picioare. Pista 18/36 are suprafața de beton și dimensiunile 5.500 picioare × 100 picioare. 